# 吉野真徠
吉野 真徠（よしの まき、1975年6月12日 - ）は、富山県富山市出身のフリーアナウンサー。「旅するアナウンサー」として「声・旅・音楽」を軸に活動。

## 略歴
洗足学園音楽大学を卒業後、ライブハウスSpotify O-nest（当時 Shibuya nest）での舞台監督を経て、富士通コミュニケーションサービス株式会社でコンタクトセンター運営に携わる。舞台運営と7万人以上の顧客対応を行ったことが礎となる。
神奈川フィルハーモニー管弦楽団の合唱団「神奈川フィル合唱団」（現在は解散）に入団したことで、発声に興味を持ち、東京アナウンスアカデミーに入学。卒業後はイベントMCからキャリアを始め、ナレーションやラジオパーソナリティ等、活動の幅を広げている。

## 出演
- MC（式典・イベント・セミナー） [2]
- テレビCMナレーション [3][4]
- ラジオパーソナリティ [5]
- Voicy公式パーソナリティ（2020年 - ） [6]
- 日本ワーケーション協会 公認ワーケーションコンシェルジュ（2023年 - ） [7]
- 神奈川フィルハーモニー管弦楽団 広報サポート
- 音楽事務所 nuclearness合同会社 業務サポート